# Mo Money Mo Problems
„Mo Money Mo Problems“ je singl amerického rappera The Notorious B.I.G., který pochází z jeho druhého alba Life After Death. Píseň byla vydána jako druhý singl z alba 21. července 1997. Na první pozici v žebříčku Billboard Hot 100 se udržela dva týdny.
Jedná se o jeho druhý "number-one" singl vydaný po jeho předčasné smrti v březnu 1997. Tím se stal jediným umělcem, který po své smrti dosáhl dvakrát na vrchol hitparády Billboard Hot 100. Současně teprve šestým umělcem, který posmrtně zaznamenal "number-one" hit.
Píseň byla nominována na cenu Grammy v kategorii nejlepší rapová píseň v provedení dua nebo skupiny.

## O písni
Na písni hostují rappeři Puff Daddy a Mase, oba z domácího labelu Bad Boy Records.
Hudbu produkoval hudební producent, člen týmu producentů The Hitmen, Stevie J. Použil sample písně "I'm Coming Out" od Diany Ross.
Na vrchol hitparády Billboard Hot 100 se vyšplhal 30. srpna 1997 a setrval tam po dva týdny. Jde tak již o jeho druhý #1 hit, prvním byl téhož roku singl "Hypnotize".

## Tracklist
1. "Mo Money Mo Problems" (Produkce: Steven "Stevie J." Jordan a Sean Combs) (Radio Mix) (4:12)
2. "Lovin You Tonight" (Radio Mix) (5:07)
3. "Mo Money Mo Problems" (Instrumental) (4:12)
4. "Mo Money Mo Problems" (Razor-N-Go Club mix, short version) (4:09)
5. "Mo Money Mo Problems" (Razor-N-Go Club mix, long version) (10:33)

## Mezinárodní žebříčky
| Země                            | Umístění |
| ------------------------------- | -------- |
| Austrálie (ARIA)                | 10       |
| Belgie (Ultratop)               | 10       |
| Finsko (SVL)                    | 16       |
| Francie (SNEP)                  | 36       |
| Kanada (Canadian Hot 100)       | 2        |
| Spojené království (UK Singles) | 6        |
| US Hot 100                      | 1        |
| US Hip Hop                      | 2        |
| US Rap                          | 1        |

| "I'll Be Missing You" od Puff Daddy ft. Faith Evans a 112 | "Mo Money Mo Problems" US Billboard Hot 100 #1 hity 30. srpna ~ 12. září 1997 | "Honey" od Mariah Carey |